# Ойген Отт
Не плутати з дипломатом!
Ойген Отт (Eugen Ott; 20 травня 1890 — 11 серпня 1966) — німецький воєначальник, генерал піхоти вермахту. Кавалер Лицарського хреста Залізного хреста.

## Біографія
З 1907 року — на службі в піхотних частинах німецької армії. Учасник Першої світової війни. Після закінчення війни деякий час служив в поліції, вступив в Добровольчий корпус «Тюммель». Після демобілізації армії залишений в рейхсвері. На початку 1935 року призначений командиром піхотного полку «Кенігсберг» (з 15 травня 1935 року — 1-го піхотного полку). З травня 1938 року — інспектор піхоти при головнокомандувачі сухопутними військами.
З 1 серпня по 30 вересня 1939 року — командир 7-ї піхотної дивізії. Учасник Польської кампанії. З 10 жовтня 1939 року — генерал піхоти при головнокомандувачі сухопутними військами. З 25 березня по 10 травня 1941 року командував 30-м армійським корпусом, з яким брав участь у вторгненні в Грецію. З 6 жовтня 1941 року — командир 11-го, з 10 грудня 1941 по 1 жовтня 1943 року — 52-го армійського корпусу. Воював в Україні, з серпня 1942 року — в Північному Кавказі. В лютому 1943 року корпус Отта відійшов на Кубань, з квітня вів важкі бої під Харковом, а з липня — під Білгородом. На початку жовтня 1943 року повернувся на пост генерала піхоти при головнокомандувачі сухопутними військами. З 10 лютого 1944 року — інспектор італійських формувань (з 15 січня 1945 року — при головнокомандувачі на Південно-Заході). 8 травня 1945 року здався в полон американським військам.

## Звання
- Фенріх запасу (14 березня 1907)
- Фенріх (18 листопада 1907)
- Лейтенант (18 серпня 1908)
- Оберлейтенант (25 лютого 1915)
- Гауптман (28 листопада 1917)
- Майор (1 жовтня 1929)
- Оберстлейтенант (1 жовтня 1932)
- Оберст (1 жовтня 1934)
- Генерал-майор (1 березня 1938)
- Генерал-лейтенант (1 березня 1940)
- Генерал піхоти (1 жовтня 1941)

## Нагороди
- Залізний хрест 2-го і 1-го класу
- Хрест «За військові заслуги» (Австро-Угорщина) 3-го класу з військовою відзнакою
- Королівський орден дому Гогенцоллернів, лицарський хрест з мечами (1918)
- Нагрудний знак «За поранення» в чорному
- Хрест вірності на стрічці земельної оборони (1920)
- Почесний хрест ветерана війни з мечами
- Пам'ятна військова медаль (Угорщина) з мечами
- Медаль «За вислугу років у Вермахті» 4-го, 3-го, 2-го і 1-го класу (25 років)
- Застібка до Залізного хреста
  - 2-го класу (18 вересня 1939)
  - 1-го класу (28 вересня 1939)
- Медаль «У пам'ять 1 жовтня 1938» із застібкою «Празький град» (28 вересня 1939)
- Медаль «За зимову кампанію на Сході 1941/42» (15 серпня 1942)
- Лицарський хрест Залізного хреста (25 грудня 1942)
- Срібна медаль «За хоробрість» (Словаччина)
- Хрест Воєнних заслуг 2-го і 1-го класу з мечами
- Орден Михая Хороброго 3-го класу (Румунське королівство; 20 жовтня 1943)
- Орден «За військові заслуги» (Болгарія), великий хрест
- Орден Корони Італії, великий офіцерський хрест